# Rovaniemen Palloseura
Rovaniemen Palloseura (sau RoPS) este un club de fotbal din Rovaniemi, Finlanda. Echipa susține meciurile de acasă pe Keskuskenttä, care are o capacitate de 4.000 de locuri.